# Koninklijke Orde van Victoria en Albert

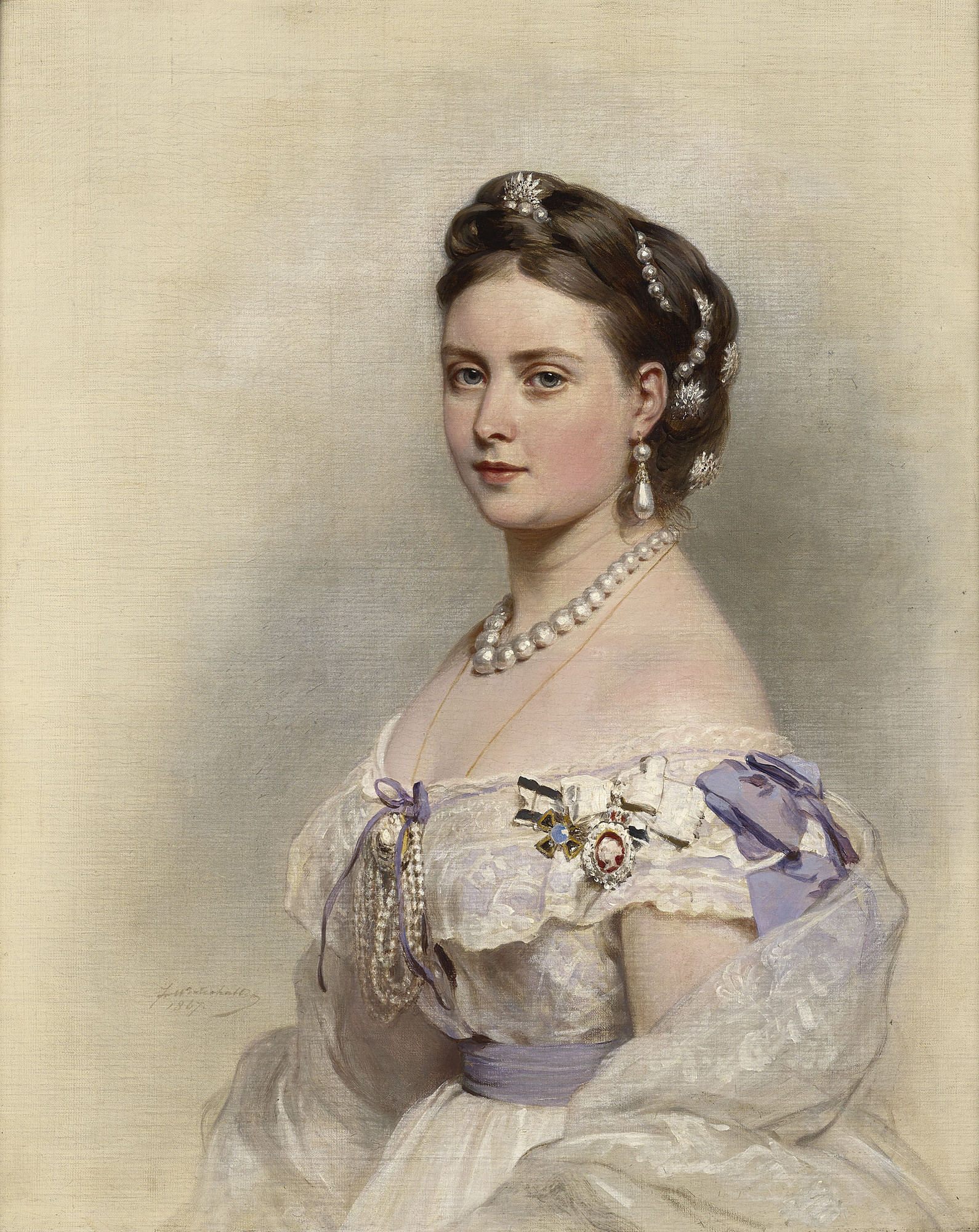
De Duitse Keizerin Victoria met de huisorde van haar ouders en de Luisen-Orde van Pruisen

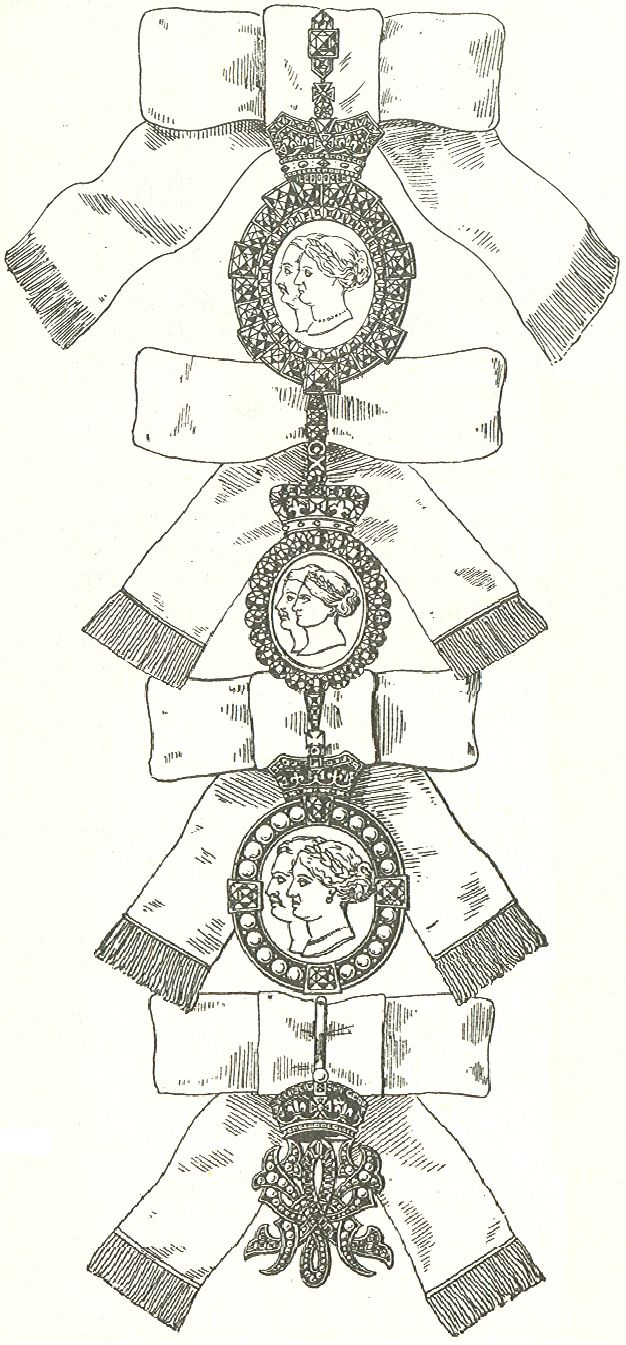
De vier graden van de Orde.

De Koninklijke Victoria en Albert-Orde (Engels: Royal Order of Victoria and Albert) was de Koninklijke Familieorde die door de Britse koningin Victoria sinds 1862 werd uitgereikt.
Iedere monarch sinds George IV verleende aan de dames van het hof in diamanten gevatte en op ivoor geschilderde miniatuurportretten van zichzelf. Koningin Victoria, die haar echtgenoot, de prins-gemaal Albert van Saksen-Coburg en Gotha adoreerde betrok als eerste, en tot op heden enige Britse soeverein, haar echtgenoot in deze eer.
Deze Orde, men spreekt van een huisorde en een damesorde, werd aan een tot een strik opgemaakt wit zijden lint op de linkerschouder gedragen. De Britse regering had geen invloed op het verlenen van deze decoratie die alleen ter beschikking van de koningin zelf stond.
Na de dood van de koningin in 1901 werd de orde, die uiteraard werd vervangen door de Koninklijke Familieorde van Eduard VII, niet meer verleend. De laatste draagster, prinses Alice gravin van Athlone, stierf in 1981.
De vier graden van de Koninklijke Orde van Victoria en Albert
De Orde bestond uit vier graden of uitvoeringen en de draagster mochten de letters "VA" achter hun naam voeren.
- De eerste klasse droeg een medaillon met de portretten van Victoria en Albert onder een kroon. De kroon, de gesp en de brede rand waren bezet met briljanten.

- De tweede klasse droeg een medaillon met de portretten van Victoria en Albert onder een kroon. De kroon, de gesp en de iets smallere rand waren bezet met briljanten.

- De derde klasse droeg een medaillon met de portretten van Victoria en Albert onder een kroon. De kroon en de smalle rand waren bezet met briljanten en parels.

- De vierde klasse droeg een met diamanten bezet koninklijk monogram onder een kroon. De gesp was van goud.

De decoraties zijn het privébezit van de onderscheiden dames en werden niet teruggegeven na de dood van de draagster.
In Nederland is geen enkele dame met deze onderscheiding vereerd maar de Belgische koningin Marie Henriëtte van Oostenrijk was een Dame der Eerste Klasse in deze Orde.
Eredame in de Huisorde van Oranje ·
Prinsessenkruis van de Huisorde van Albrecht de Beer ·
Theresia-orde ·
Sint-Elisabeth-orde ·
Sint Anna-orde ·
Dames van Rougemont ·
Sidonia-orde ·
Bulgaarse Orde van de liefdadigheid ·
Orde van de Perfecte Vriendschap ·
Orde van de Rechtschapenheid ·
Orde van de Slavinnen van de Deugd ·
Elisabeth-orde ·
Moederkruis ·
Orde van Sint-Olga en Sint-Sophia ·
Orde voor Goede Daden ·
Koninklijke Victoria en Albert-orde ·
Keizerlijke Orde van de Kroon van Indië ·
Koninklijke Orde van het Rode Kruis ·
Orde van de Kostbare Kroon ·
Orde van het Sterrenkruis ·
Orde van de Zon ·
Orde van de Pleiaden ·
Louisen-Orde ·
Herinneringskruis voor Dames ·
Orde van de Heilige Catharina ·
Sidonia-orde ·
Damesorde van de Doodskop ·
Ereteken van Anna-Luise ·
Orde van Liefdadigheid ·
Olga-orde ·
Orde van Vorstin Olha ·
Onderscheidingskruis van de Heilige Apostelgelijke Vorstin Olga
Zie voor meer damesorden en onderscheidingen: De Lijst van Damesorden